# Нижньоворітська сільська територіальна громада
Нижньоворітська сільська громада — територіальна громада в Україні, в Мукачівському районі Закарпатської області. Адміністративний центр — село Нижні Ворота.
Площа громади —  км², населення —  мешканців (2020).
Утворена 12 червня 2020 року шляхом об'єднання Нижньоворітської, Абранської, Біласовицької, Верб’язької, Верхньоворітської, Лазівської і Тишівської сільських рад Воловецького району.

## Населені пункти
У складі громади 11 сіл:
- с. Абранка
- с. Біласовиця
- с. Верб'яж
- с. Верхні Ворота
- с. Завадка
- с. Задільське
- с. Котельниця
- с. Лази
- с. Латірка
- с. Нижні Ворота
- с. Тишів